# Dongguan
Dongguan (en xinès: 东莞市, pinyin: Dōngguǎn shì; literalment «vila de Dongguan») és una ciutat-prefectura xinesa de més de 10,4 millions habitants (2020). Es troba a la província de Guangdong. Forma part de la megalòpoli xinesa del delta del riu Perla. S'hi parla predominantment el dialecte Dongguan del grup de dialectes Yue Hai del cantonès.

## Geografia
Dongguan es troba a 52 Km a l'est-sud-est de Canton (Guangzhou), 62 km al nord-nord-oest de Shenzhen, 93 km al nord-nord-oest de Hong Kong i 93 al nord-nord-est de Macau. Dongguan és un pas obligatori entre Canton i Hong Kong, per carretera o per aigua.
La superfície total de Dongguan es divideix en 27 % d'aigua, 25 % de superfície forestal, 13 % de terres cultivades i un 35% de superfície construïda.

## Clima
El clima de Dongguan, situat al tròpic de Càncer, és humit subtropical.
La temperatura mitjana anual és de 22,8 °C. La precipitació mitjana anual és de 1.756,8 mm.

## Transport
Es pot viatjar de Hong Kong a Dongguan amb autobús, ferri o tren. Els passatgers que viatgin per terra han de desembarcar del seu mode de transport a la frontera Hong Kong-Xina (RPC) per complir els tràmits duaners i d’immigració.
Depenent de l'hora del dia, el ferri pot ser la forma més còmoda de viatjar des de Hong Kong, evitant llargues cues.
Dongguan serveix com a centre ferroviari regional per a les línies Canton-Kowloon, Canton-Meizhou-Shantou, Pequín-Kowloon.
El pont Humen és un pont penjant sobre el Riu Perla, acabat el 1997, amb una llargada al tram principal de 888 metres.

## Història
Durant la dinastia Zhou Oriental, la zona va pertànyer al regne de Yue. Després, sota l'emperador Taishi, fou annexionat al territori de Nanhai i al districte de Panyu. Sota l'emperador Shun de Han Oriental, Dongguan va ser annexionat al districte de Zengcheng. Durant la dinastia Jin oriental, Dongguan va rebre el nom de Bao'an (avui s'utilitza per referir-se a un districte de Shenzhen). El nom actual data del 757, fixat durant la dinastia Tang. Aquest nom prové de la combinació del nom d’un districte de Canton (Dongmian), amb els caràcters d'herba fresca i fèrtil (Guan Cao).
A mitjans del segle XIX, al port de Humen, dependent de la ciutat de Dongguan, l'oficial Lin Zexua va destruir l'opi capturat als britànics. Aquest incident va provocar la Primera Guerra de l'Opi. El dipòsit i les bateries de destrucció de l’opi de Humen es troben a la llista de monuments de la República Popular de la Xina.
Durant la Segona Guerra Sinojaponesa (1937-1945), coneguda a la Xina com a Guerra de Resistència al Japó, Dongguan va ser una base per a les tropes de Dongjiang. Després de la proclamació de la República Popular de la Xina, la ciutat va quedar sota la jurisdicció del districte administratiu de Dongjiang, després el 1952 sota la divisió administrativa central de Guangdong, i després el 1956 sota la del territori de Huiyang.
Quan el 1985 el Consell d'Estat Popular de la Xina va aprovar la creació d'una zona econòmica especial del delta del riu Perla, la ciutat va ser retirada del districte i reconstituïda com a ciutat independent. El gener de 1988 va ser promoguda a "ciutat-districte".

## Economia
La ciutat de Dongguan té una certa història d'indústria lleugera. Gràcies a la proximitat a Hong Kong (a 47 milles marines) i Macau (a 48 milles marines), així com a l’actitud particularment oberta de l’administració local envers la inversió estrangera, va ser una de les primeres ciutats de la República Popular de la Xina a allotjar indústries amb capital estranger. Avui és una de les regions productores més importants en diversos camps com ara joguines, sabates, mobles i càmeres, o fins i tot equipament domèstic (Grup SEB).
El desenvolupament econòmic i urbà de la ciutat i la seva regió és un dels més ràpids de la Xina. Un dels seus símbols és el pont de Humen, inaugurat el 1997 sobre el riu Perla, amb una longitud total de 17,76 km i un pont penjat central de 888 m.
Les mines aporten minerals com tungstè, estany i coure.

## Subdivisions administratives
La ciutat-prefectura de Dongguan no té divisions de nivell xian. El govern de la ciutat administra directament 32 divisions a nivell de municipi (4 districtes urbans, 28 ciutats).
Entre els districtes: centre urbà de Dongguan (incloent Nancheng (ciutat del sud) i ciutat oriental de Dongcheng), Houjie, Wangniudun, Machong, Zhongtang, Gaobu, Shijie, Shipai, Chashan, Liaobu, Dongkeng, Hengli, Qishi, Qiaotou, Changping, Xiegang, Zhangmutou, Qingxi, Yangxia, Huangjiang, Dlang, el llac Songshan, la muntanya Daling, Chang'an i Humen.
Les quatre ciutats-districtes:
- Districte de Guancheng (莞 子 区)
- Districte de Dongcheng (东 子 区)
- Districte de Wanjiang (万 江区)
- Districte de Nancheng (南 子)

Els 28 ciutats:
- Ciutat de Mayong (麻涌镇)
- Ciutat de Shilong (石龙 镇)
- Ciutat de Humen (虎门 镇)
- Ciutat de Daojiao (道 滘 镇)
- Ciutat de Shije (石碣镇)
- Ciutat de Hongmei (洪梅 镇)
- Ciutat de Liaobu (寮步 镇)
- Ciutat de Dalingshan (大岭山 镇)
- Ciutat de Dalang (大 朗 镇)
- Ciutat de Huangjiang (黄 江镇)
- Ciutat de Zhangmutou (樟木头 镇)
- Ciutat de Fenggang (凤岗 镇)
- Ciutat de Tangxia (塘厦 镇)
- Ciutat de Qingxi (清 溪镇)
- Ciutat de Changping (常平镇)
- Ciutat de Qiaotou (桥头 镇)
- Ciutat de Hengli (横沥 镇)
- Ciutat de Dongkeng (东 坑镇)
- Ciutat de Qishi (企 石 镇)
- Ciutat de Shipai (石 排 镇)
- Ciutat de Chashan (茶山镇)
- Ciutat de Chang'an (长安 镇)
- Ciutat de Gaobu (高 埗 镇)
- Ciutat de Shatian (沙田镇)
- Ciutat de Wangniudun (望 牛 墩镇)
- Ciutat de Xiegang (谢岗镇)
- Ciutat de Zhongtang (中堂 镇)
- Ciutat de Houjie (厚街 镇)